# San Juan del Río (Durango)
San Juan del Río del Centauro del Norte is een stad in de Mexicaanse deelstaat Durango. De plaats heeft 2.469 inwoners (census 2005) en is de hoofdplaats van de gemeente San Juan del Río.
San Juan del Río is de geboorteplaats van Pancho Villa.

## Geboren
- Pancho Villa (1878-1923), revolutionair, generaal en bandiet